# Mendozellus serratus
Mendozellus serratus är en insektsart som beskrevs av Delong 1982. Mendozellus serratus ingår i släktet Mendozellus och familjen dvärgstritar. Inga underarter finns listade i Catalogue of Life.